# Isabella af Valois
Isabella af Valois (født 9. november 1389 i Paris, død 13. september 1409 i Blois i Loir-et-Cher) var en fransk prinsesse, som var dronning af England 1396–1399 og hertuginde af Orléans 1406 – 1409.

## Forældre og søskende
Isabella var datter af Karl 6. af Frankrig og Isabella af Bayern. Hun var dermed også søster til Katarina af Valois, som først giftede sig med Henrik 5. af England og senere med Owen Tudor. Huset Tudor nedstammer fra Katarina og Owen. Karl 7. af Frankrig var bror til Isabella og Katarina.

## Ægteskaber
I 1396, da hun var seks år gammel, blev hun gift med kong Richard 2. af England, der var næsten 30 år. Isabella var kun ti år gammel, da hun vendte tilbage til Frankrig som enke.
1406 blev hun gift med sin fætter Karl 1., hertug af Orléans. Da hun var nitten år gammel, døde hun i barselsseng.